# Општина Домнешти (Арђеш)
Домнешти (рум. Domneşti) општина је у Румунији у округу Арђеш.
Oпштина се налази на надморској висини од 468 m.